# Уловка-22 (мини-сериал)
«Уловка-22» (англ. Catch-22) — американский сатирический мини-сериал, созданный по одноимённому роману Джозефа Хеллера. Премьера в США состоялась 17 мая 2019 года на Hulu. В главных ролях снялись Кристофер Эбботт, Кайл Чендлер, Хью Лори и Джордж Клуни, который также является исполнительным продюсером наряду с Грантом Хесловом, Люком Дэвисом, Дэвидом Мишо, Ричардом Брауном, Стивом Голином и Эллен Курас. Сериал был написан Дэвисом и Мишо и срежиссирован Клуни, Хесловым и Курас, каждый из которых снял по два эпизода.

## Сюжет
Джон Йоссариан (Кристофер Эбботт) — бомбардир ВВС США во Второй мировой войне, он в ярости от того, что тысячи людей пытаются убить его и что его собственная армия продолжает увеличивать количество миссий, которые он должен выполнить, чтобы выйти в запас. Он пойман в ловушку бюрократическим правилом «Уловка-22», согласно которому готовность выполнять опасные боевые задачи является безумием, а просьба об освобождении от обязанностей по причине безумия — процессом рационального ума, поэтому любой такой просьбе должно быть отказано.
Он выбрал должность бомбардира из-за длительности подготовки, надеясь, что война закончится до окончания тренировок, но теперь сидит на носу бомбардировщика B-25, сбрасывая бомбы на незнакомцев, которые пытаются его убить, если только он не избегает полётов, притворяясь больным, ломая свой интерком, подстраивая отравление или не сбрасывая бомбы, когда цель уже захвачена.
События происходят на средиземноморском театре Второй мировой войны, в то время как вымышленная 256-я воздушная эскадрилья армии США базируется на острове Пианоза в Средиземном море и проводит бомбардировки фашистской Италии. События происходят в основном на базе и в воздухе. Есть более поздние события в Италии и ранние сцены базовой подготовки в США.

## В ролях

### Основной состав
- Кристофер Эбботт — Джон Йоссариан
- Кайл Чендлер — полковник Кошкарт
- Дэниел Дэвид Стюарт — Мило Миндербиндер
- Рафи Гаврон — Аарфей Аардварк
- Грэм Патрик Мартин — Айвор Орр
- Льюис Пуллман — майор Майор Майор
- Остин Стоуэлл — Нетли
- Пико Александр — Клевинджер
- Джон Рудницки — Маквот
- Герран Хауэлл — Кроха Сэмпсон
- Хью Лори — майор де Каверли
- Джанкарло Джаннини — Марчелло
- Джордж Клуни — лейтенант (позже полковник, а в конце концов генерал) Шайскопф

### Второстепенный состав
- Грант Хеслов — доктор Дейника
- Кевин О’Коннор — подполковник Корн
- Джули Энн Эмери — Мэрион Шайскопф
- Джош Болт — Дэнбар
- Тесса Феррер — медсестра Дакетт
- Джей Полсон — капеллан Альберт Тейлор Таппман
- Харрисон Остерфилд — Снегги

## Эпизоды
| № | Название   | Режиссёр     | Автор сценария         | Дата премьеры |
| - | ---------- | ------------ | ---------------------- | ------------- |
| 1 | «Эпизод 1» | Грант Хеслов | Люк Дэвис и Дэвид Мишо | 17 мая 2019   |
| 2 | «Эпизод 2» | Эллен Курас  | Люк Дэвис и Дэвид Мишо | 17 мая 2019   |
| 3 | «Эпизод 3» | Эллен Курас  | Люк Дэвис и Дэвид Мишо | 17 мая 2019   |
| 4 | «Эпизод 4» | Джордж Клуни | Люк Дэвис и Дэвид Мишо | 17 мая 2019   |
| 5 | «Эпизод 5» | Грант Хеслов | Люк Дэвис и Дэвид Мишо | 17 мая 2019   |
| 6 | «Эпизод 6» | Джордж Клуни | Люк Дэвис и Дэвид Мишо | 17 мая 2019   |

## Производство

### Разработка
Примерно в 2014 году продюсер Ричард Браун, сценарист Люк Дэвис и сценарист-режиссёр Дэвид Мишо обсудили возможности, которые они хотели бы реализовать в формате мини-сериала, подобного «Настоящему детективу», в создании которого участвовал Браун. Дэвис предложил экранизировать роман Джозефа Хеллера «Уловка-22», который, как согласилось трио, выиграл бы от более длительного пересказа, чем двухчасовой художественный фильм Майка Николса 1970 года. Права на экранизацию романа принадлежали Paramount Television, с которым Anonymous Content заключили сделку. Дэвис и Мишо совместно написали адаптацию, которую Браун разработал для Anonymous. Первоначально Мишо должен был быть режиссёром всех эпизодов, но, в итоге, продюсеры попросили Джорджа Клуни также стать режиссёром. Он, вместе со своим партнёром по продюсированию Грантом Хесловым, вошёл в состав режиссёров и исполнительных продюсеров.
16 ноября 2017 года было объявлено о старте производства сериала. 12 января 2018 года было объявлено, что Hulu ведёт переговоры о сериале, а через два дня было подтверждено, что он будет состоять из шести эпизодов. 16 марта 2018 года было объявлено, что Эллен Курас присоединилась к Клуни и Хеслову в качестве режиссёра. Каждый из них снял по два эпизода, а Курас также стала исполнительным продюсером. 7 мая 2018 года было объявлено, что итальянская вещательная компания Sky Italia присоединилась к производству в качестве сопродюсера.

### Кастинг
Наряду с объявлением о заказе сериала сообщалось, что помимо режиссёра сериала Джордж Клуни сыграет роль полковника Кэткарта. 9 марта 2018 года было объявлено, что Кристофер Эбботт сыграет в главной роли Джона Есаряна. 3 апреля 2018 года было объявлено, что Хью Лори присоединился к главному составу в роли майора де Коверли. 13 апреля 2018 года было объявлено, что Клуни не будет играть роль полковника Кэткарта и вместо этого возьмёт на себя меньшую вспомогательную роль лейтенанта (позднее полковника и, в конечном итоге, генерала) Шейсскопфа. Одновременно было объявлено, что Кайл Чендлер заменит его в роли Кэткарта. 3 мая 2018 года стало известно, что Дэниел Дэвид Стюарт, Остин Стоуэлл, Рафи Гаврон, Грэм Патрик Мартин, Пико Александр, Джон Рудницки, Герран Хауэлл и Льюис Пуллман присоединились к вспомогательному составу в качестве членов «Весёлой группы». Через несколько дней было объявлено, что Тесса Феррер и Джей Полсон были назначены на роли медсестры Дакетт и капеллана соответственно. В конце месяца было объявлено, что Джанкарло Джаннини сыграет роль Марчелло. 13 июня 2018 года было объявлено, что Харрисон Остерфилд сыграет роль Сноудена. 9 июля 2018 года стало известно, что Джули Энн Эмери сыграет роль Мэрион Шейсскопф.

### Съёмки
Основные съёмки должны были начаться в конце мая 2018 года на Сардинии и в Витербо в Италии. 10 июля 2018 года Джордж Клуни был сбит автомобилем, когда ехал на мотоцикле к съёмочной площадке сериала. Он был доставлен в больницу в Ольбии, откуда был освобождён позже в тот же день. Съемки сериала завершились 4 сентября 2018 года в Санта-Тереза-Галлура.

## Релиз

### Маркетинг
19 декабря 2018 года была выпущена серия фотографий из сериала. 11 февраля 2019 года был выпущен первый тизер Премьера сериала 17 мая 2019 года.

### Дистрибуция
В Великобритании сериал транслировал Channel 4, во Франции — Canal+, в Австралии — Stan, в Канаде — Citytv Now.

## Критика
На веб-сайте агрегатора рецензий Rotten Tomatoes рейтинг одобрения составляет 87% на основе 68 обзоров, средний рейтинг которых составляет 7,32 из 10. Критики вебсайта единодушны во мнении: «Хотя „Уловка-22“ и не так остра, как оригинальный роман Джозефа Хеллера, прекрасно выполненное, уморительно-ужасающее исследование войны по-прежнему пользуется успехом благодаря его звёздному составу и трепетному отношению к исходному материалу». На Metacritic он имеет средневзвешенную оценку 70 из 100, основанную на 32 рецензиях, что указывает на «в целом благоприятные отзывы».

## Номинации и награды
| Церемония                                        | Категория | Получатель(и) | Результат | Прим.  |
| ------------------------------------------------ | --- | --- | --------- | ------ |
| Премия Американского общества кинооператоров     | Выдающиеся достижения в области кинематографии, в кино, мини-сериалах или пилотах, созданных для телевидения | Мартин Рюэ (за «Эпизод 5») | Номинация | [ 36 ] |
| Премия Гильдии художников-постановщиков США      | Производство дизайна для телевизионного фильма или мини-сериала                                              | Дэвид Гропман | Номинация | [ 37 ] |
| Выбор телевизионных критиков                     | Лучший телефильм или мини-сериал                                                                             | «Уловка-22» | Номинация | [ 38 ] |
| Выбор телевизионных критиков                     | Лучшая мужская роль в мини-сериале или телефильме                                                            | Кристофер Эбботт | Номинация | [ 38 ] |
| Выбор телевизионных критиков                     | Лучшая мужская роль второго плана в мини-сериале или телефильме                                              | Джордж Клуни | Номинация | [ 38 ] |
| Золотой глобус                                   | Лучший мини-сериал или телефильм                                                                             | «Уловка-22» | Номинация | [ 39 ] |
| Золотой глобус                                   | Лучшая мужская роль в мини-сериале или телефильме                                                            | Кристофер Эбботт | Номинация | [ 39 ] |
| Прайм-таймовая премия «Эмми» в области искусства | За выдающееся редактирование звука для мини-сериала, телефильма или спешела                                  | Джерри Росс, Дуг Маунтин, Байрон Уилсон, Крис Асселлс, Джефф Фуллер, Майкл Александр, Клейтон Уэбер, Кэтрин Харпер и Кэтрин Роуз (за «Эпизод 1»)      | Номинация | [ 40 ] |
| Прайм-таймовая премия «Эмми» в области искусства | За выдающиеся специальные визуальные эффекты                                                                 | Мэтт Касмир, Брайан Коннор, Дэн Чарбит, Мэтью Уиллон Хант, Алан Камминс, Гэвин Харрисон, Джованни Касадей, Реми Мартен и Питер Фаркас (за «Эпизод 4») | Номинация | [ 40 ] |